# Пенькозавод (Краснодарский край)
Пенькозаво́д — посёлок в Отрадненском районе Краснодарского края.
Входит в состав Удобненского сельского поселения.

## География
Посёлок расположен на правом берегу Урупа, в 2 км выше по течению (южнее) административного центра поселения — станицы Удобной.
| 2002 | 2010  |
| ---- | ----- |
| 1220 | ↘1127 |

## Население
| 2002 | 2010  |
| ---- | ----- |
| 1220 | ↘1127 |

- ул. Лесная,
- ул. Широкая.